# Bălgarski dăržavni železnici
Bălgarski dăržavni železnici (BDŽ) (in bulgaro: Български държавни железници) è la compagnia ferroviaria statale della Bulgaria.
È una delle più antiche compagnie ferroviarie d'Europa, fondata nel 1888 nell'allora Principato di Bulgaria. È il principale operatore ferroviario passeggeri e merci nel paese. Detiene il monopolio statale del trasporto passeggeri, mentre riguardo al trasporto merci dal 2002 operano nel paese altre compagnie private e straniere. Fino al 2002 gestiva anche l'infrastruttura ferroviaria, poi passata alla Società Nazionale per le infrastrutture ferroviarie (in bulgaro: Държавно предприятие Национална компания „Железопътна инфраструктура“), sempre di proprietà statale.

## Storia[2]
La storia del trasporto ferroviario in Bulgaria ha inizio nel 1861, quando fu progettata la prima linea ferroviaria del paese, la Ruse-Varna. La società inglese che fu incaricata della costruzione dal governo ottomano aprì la linea nel 1866. Nel 1874 la concessione fu ceduta alla società Chemins de fer Orientaux, del barone tedesco Maurice von Hirsch, che grazie a cospicui finanziamenti consentì la progettazione e l'apertura di numerose linee ferroviarie, tra cui il collegamento con Costantinopoli, passante per Edirne e Plovdiv, avente come capolinea Belovo, paese situato nella regione di Pazardzhik. Nel 1888, dieci anni dopo la liberazione della Bulgaria dall'Impero ottomano, la società fu acquisita dal governo bulgaro, attuale proprietario. Lo stesso anno fu aperto il collegamento con il Regno di Serbia, transitante da Sofia.
Con l'avvento del regime comunista, al termine del secondo conflitto mondiale, furono finanziati importanti progetti di sviluppo, tra cui l'acquisto di motrici diesel dalla cecoslovacca Škoda e la costruzione della linea sub-balcanica, l'attuale linea 3, che transita da Karlovo. La prima linea ad essere elettrificata fu la Sofia-Plovdiv nel 1963, mentre, lo stesso anno, fu costruito il secondo binario della linea Sofia-Varna, nella sezione Sindel-Varna. La compagnia incontrò serie difficoltà finanziarie dopo la caduta del regime totalitario, nel 1990. Il trasporto su strada, che garantiva minori tempi di percorrenza al traffico merci e passeggeri causò una contrazione del 67% del traffico passeggeri e del 68% in meno di merci (periodo 1990-2005). Nel 2002 il traffico merci fu demonopolizzato e nel 2004 i primi operatori privati iniziarono a trasportare nel paese. Dopo l'adesione all'Unione Europea, grazie a numerosi fondi, è stato parzialmente rinnovato il materiale rotabile più vecchio, sostituito da moderne motrici elettriche e diesel prodotte da Siemens, e la ristrutturazione delle linee principali, che consentono ora il raggiungimento della velocità di 150 km/h in alcune sezioni della linea Sofia-Plovdiv-Burgas e 160 km/h sulla linea per Svilengrad, al confine con la Turchia.
Nel 2023, il Ministero dei trasporti bulgaro ha stanziato oltre 2,8 miliardi di leva per l'acquisto di 55 nuovi treni a uno e due piani, una parte dei quali in grado di raggiungere la velocità di 200 km/h quando la rete sarà adeguata a tali velocità.

## Storia

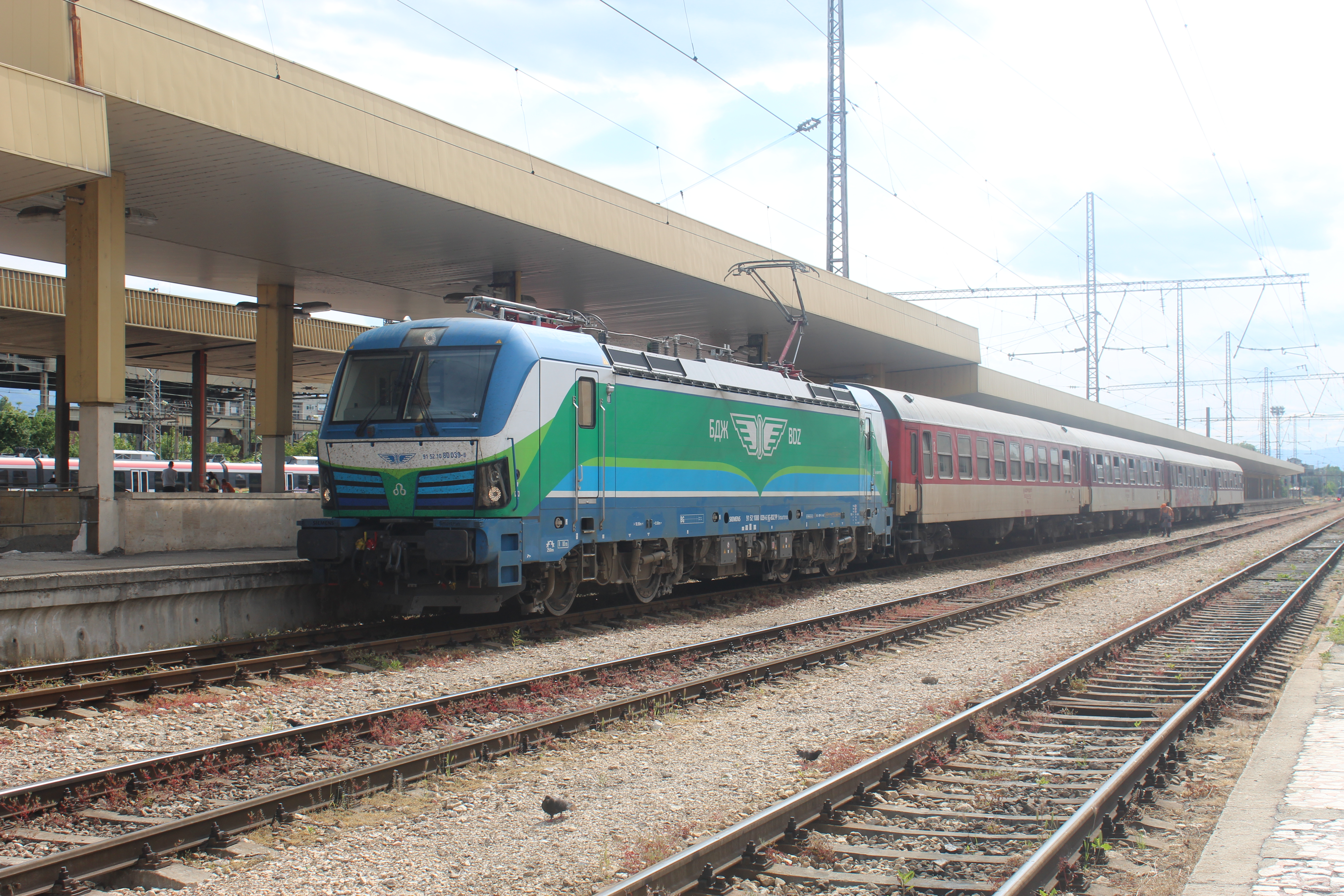
Motrice elettrica Siemens Smartron, consegnata nel 2020, denominata "Han Omurtag", utilizzato come locomotiva di un treno veloce, in sosta alla stazione di Plovdiv.

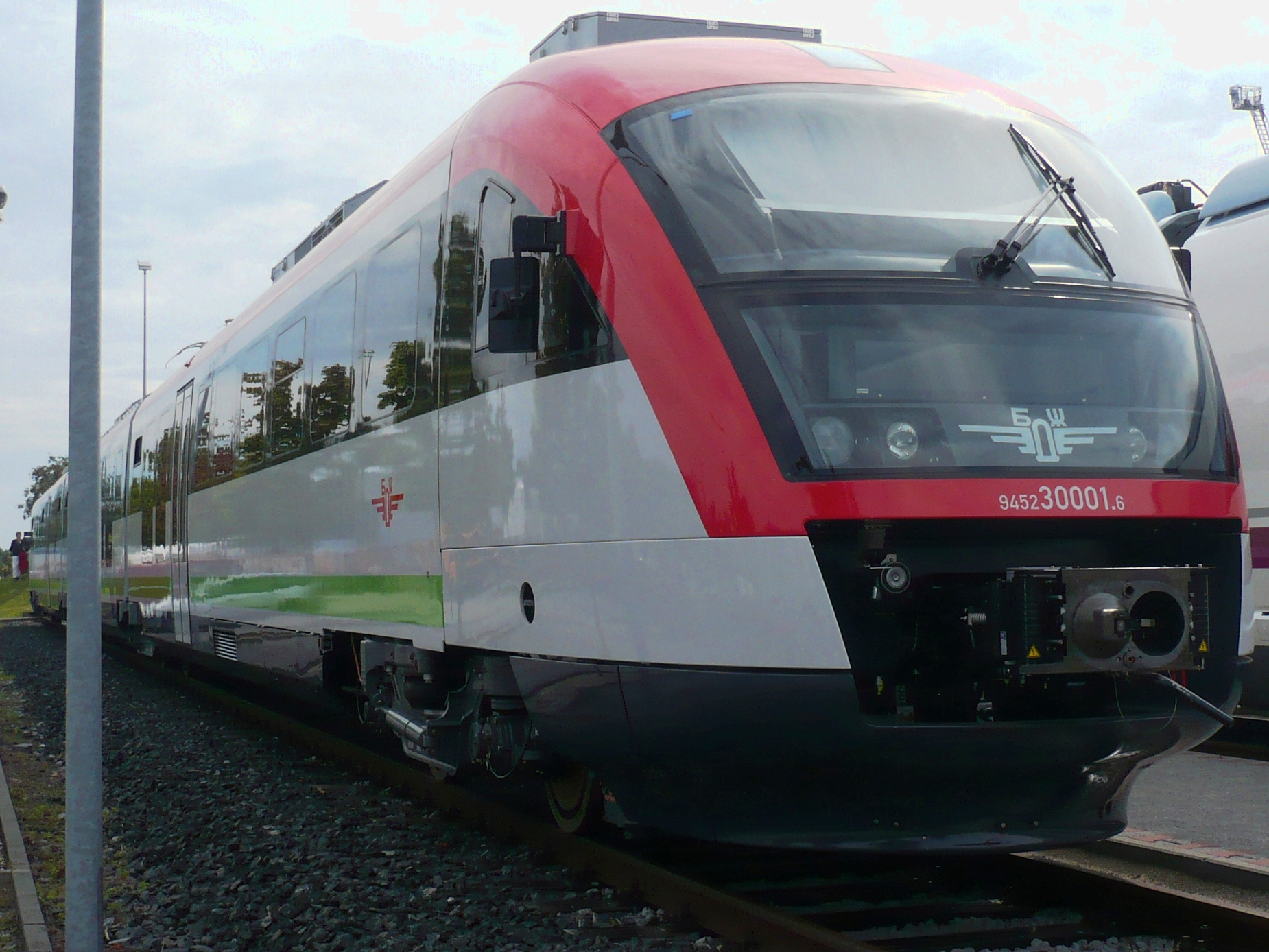
Treno diesel Siemens Desiro, utilizzato come treno passeggeri e treno passeggeri suburbano.

## Tipologie di treni
- Treno veloce, BV (бърз влак, БВ) - Treni che collegano le città principali della Bulgaria, su distanze di almeno 200 km, che fermano soltanto nelle stazioni principali.
- Treno veloce con prenotazione obbligatoria, BVZR (бърз влак със задължителна резервация, БВЗР) - precedentemente chiamati anche treni espressi, sono treni veloci con prenotazione obbligatoria, che operano tra le città principali con un numero limitato di frequenze. Prendono il nome dalle città per cui passano o da elementi naturali, come nel caso del fiume Yantra.
- Treno passeggeri, PV (пътнически влак, ПВ) - Treni che operano su distanze non superiori ai 150 km, che fermano in tutte le stazioni e le fermate. Collegano generalmente due città, con tempi di percorrenza generalmente superiori a quelli dei treni veloci.
- Treno passeggeri suburbano, KPV (Крайградски пътнически влак, KПВ) - Treni che collegano un centro maggiore ad abitati più piccoli, fermano in ogni stazione e fermata.
- Treno veloce internazionale, MBV (международен бърз влак, МБВ) - Treni veloci la cui destinazione finale si trova all'estero, in Grecia, Turchia, Romania o Serbia. BDŽ opera i collegamenti nel territorio bulgaro; varcata la frontiera, gli operatori delle altre nazioni (OSE, TCDD, CFR e ŽS) proseguono il servizio con le loro motrici.

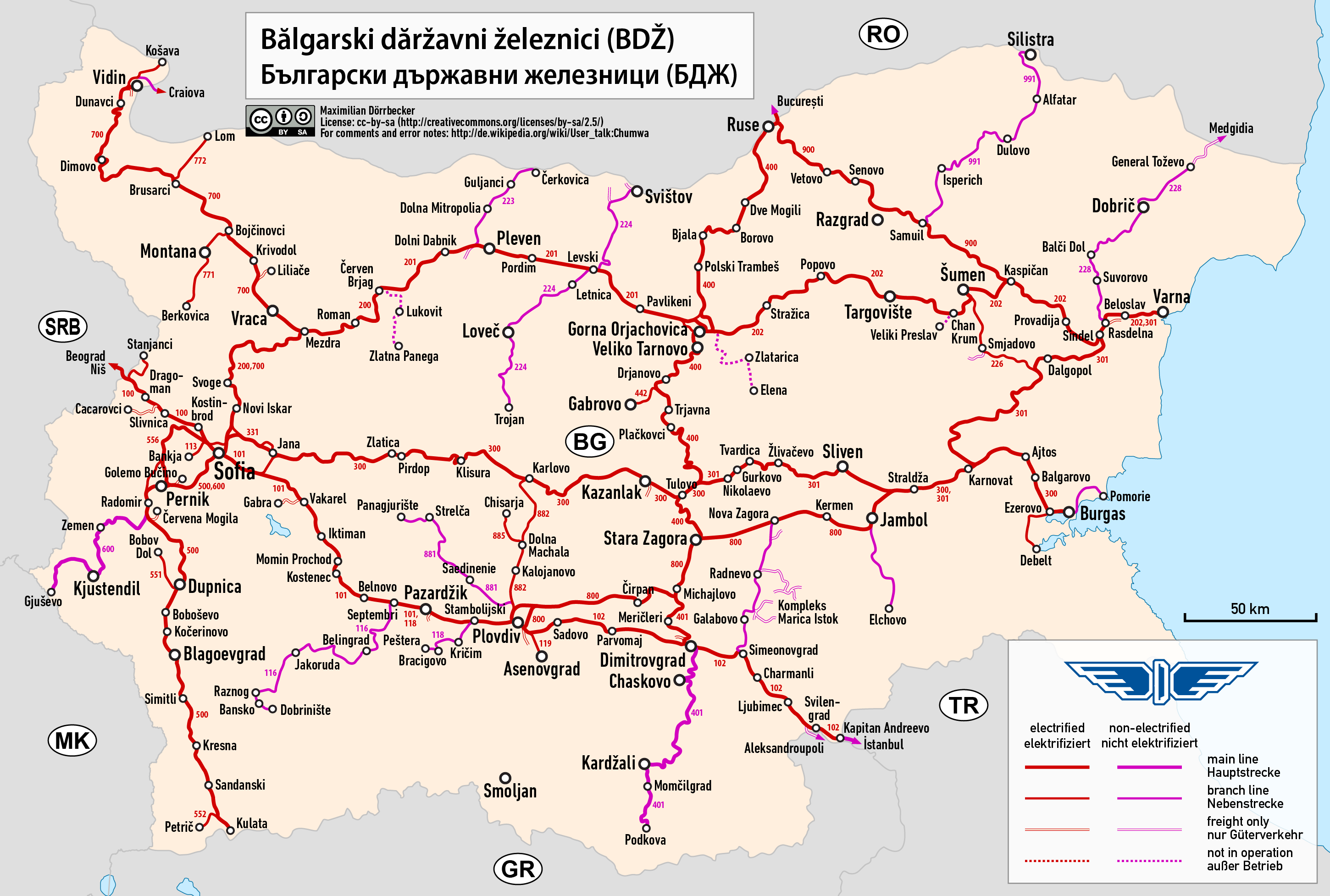
Mappa della rete

## Dati tecnici (al 2023)
- Lunghezza della rete ferroviaria: 4072 chilometri, di cui 3005 elettrificati, 995 a doppio binario e 125 a scartamento ridotto.[6]
- Materiale rotabile: 32 locomotive diesel, di cui 25 a scartamento normale (1425 mm) e 7 a scartamento ridotto; 405 locomotive elettriche e 170 treni elettrici; tutti a scartamento normale.
- Rete elettrica: tensione di 25 kV; frequenza di 50 Hz.